# Bato Tomašević
Nebojša „Bato“ Tomašević (serbokroatisch-kyrillisch Небојша Бато Томашевић; * 9. November 1929 in Kosovska Mitrovica; † 15. April 2017 in Exeter, England) war Autor verschiedener Publikationen und einer der Überlebenden des British-European-Airways-Fluges 609. Er war unter anderem jugoslawischer Diplomat, Chefredakteur der Zeitschrift Jugoslovenska revija (Jugoslawische Revue) und Direktor des Fernsehsenders YUTEL.

## Leben
Tomašević schloss 1952 sein Studium an der Universität Belgrad ab und studierte anschließend von 1953 bis 1955 an der University of Exeter in England.
In Jugoslawien zurückgekehrt wurde er Chefredakteur der Zeitschrift Jugoslovenska revija (Jugoslawische Revue) in Belgrad. In den 1970er Jahren verfasste er zahlreiche Bücher, überwiegend über Naive Kunst. Zusammen mit Oto Bihalji-Merin veröffentlichte er 1984 die Enciklopedija naivne umetnosti sveta, die in mehrere Sprachen übersetzt wurde, unter anderem englisch und deutsch.

### Familie
Tomaševićs älterer Bruder Dušan war Partisan im Zweiten Weltkrieg und wurde bei Kämpfen in Bosnien von Tschetniks getötet. Seine Schwester Stana Tomašević war ebenfalls Partisanin sowie Politikerin und Botschafterin.

## Werke (Auswahl)
- Naivci o sebi, 1973. Deutschsprachige Ausgabe Jugoslawische Naive. Künstler über sich selbst, Langewiesche, Königstein im Taunus 1974, ISBN 3-7845-8030-0.
- Magicni svet Ivana Generalica, 1975 oder 1976. Deutschsprachige Ausgabe: Ivan Generalić. Mein Leben, meine Bilder, Langewiesche, Königstein im Taunus 1976, ISBN 3-7845-8200-1.
- Pictura Naiva Iugoslava, 1977
- Naivni slikari Jugoslavije, 1978
- Tisnikar, svet vaskrslih mrtvaca, 1978. Deutschsprachige Ausgabe: Tisnikar, Langewiesche, Königstein im Taunus 1978, ISBN 3-7845-8400-4.
- Jugoslavija, zemlja i ljudi, 1979
- (mit Oto Bihalji-Merin): Enciklopedija naivne umetnosti sveta, 1984. Deutschsprachige Ausgabe: Weltenzyklopädie naive Kunst. Hundert Jahre naive Kunst, Parkland, Stuttgart 1989, ISBN 3-88059-314-0.
- Montenegro. Eine Familiensaga im Jahrhundert der Konflikte. Campus, Frankfurt am Main 2000.